# 缪拉大道

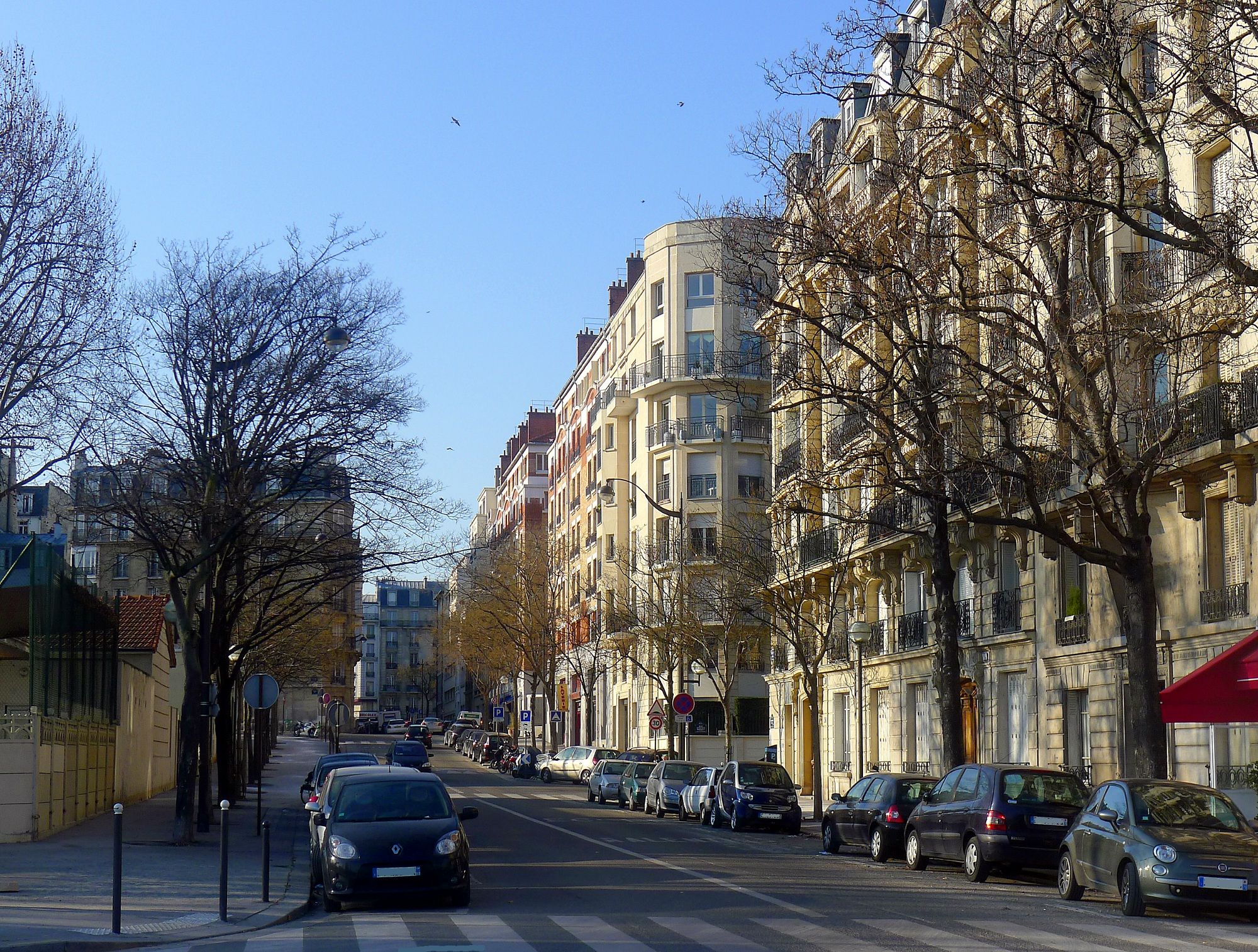
缪拉大道

缪拉大道（Boulevard Murat）是巴黎十六区的一条街道，是巴黎环城的元帅大道（boulevards des Maréchaux）的一部分。它经过巴黎的三个门：porte du Point-du-Jour、聖克盧門（porte de Saint-Cloud）和莫利托门（porte Molitor）。始于奥特伊路（rue d'Auteuil）83号，止于Quai Saint-Exupéry和quai Louis-Blériot。长1930米，宽40米。

## 名称

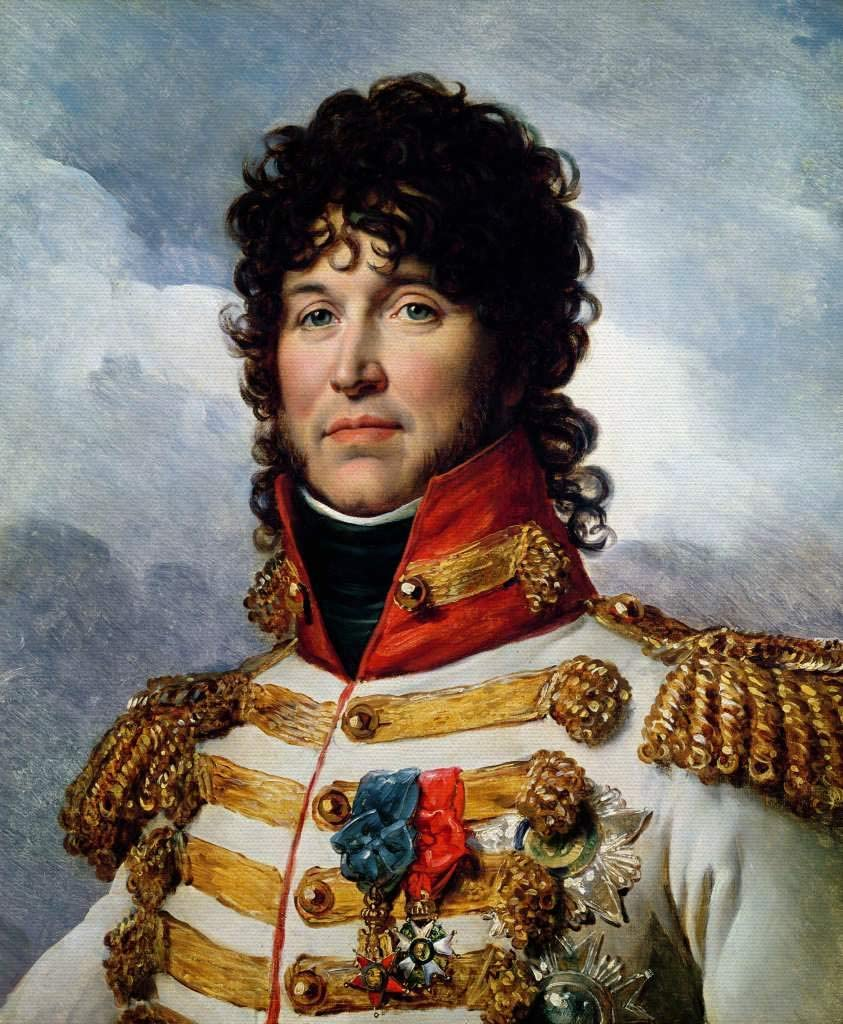
缪拉元帅

缪拉大道得名于法国元帅若阿尚·缪拉 (1767-1815)

## 历史
缪拉大道开辟于1861年，命名于1864年。

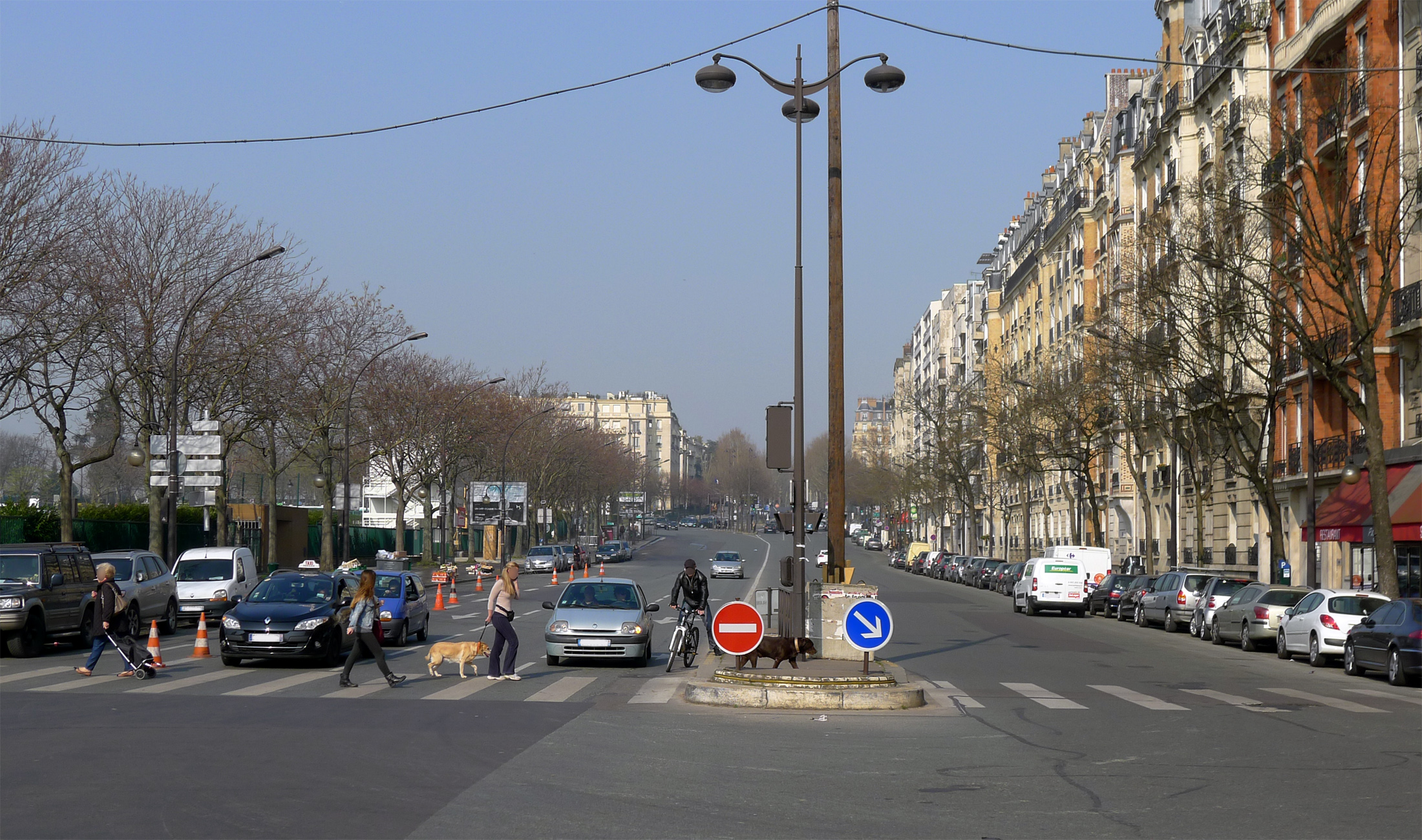
奥特伊门
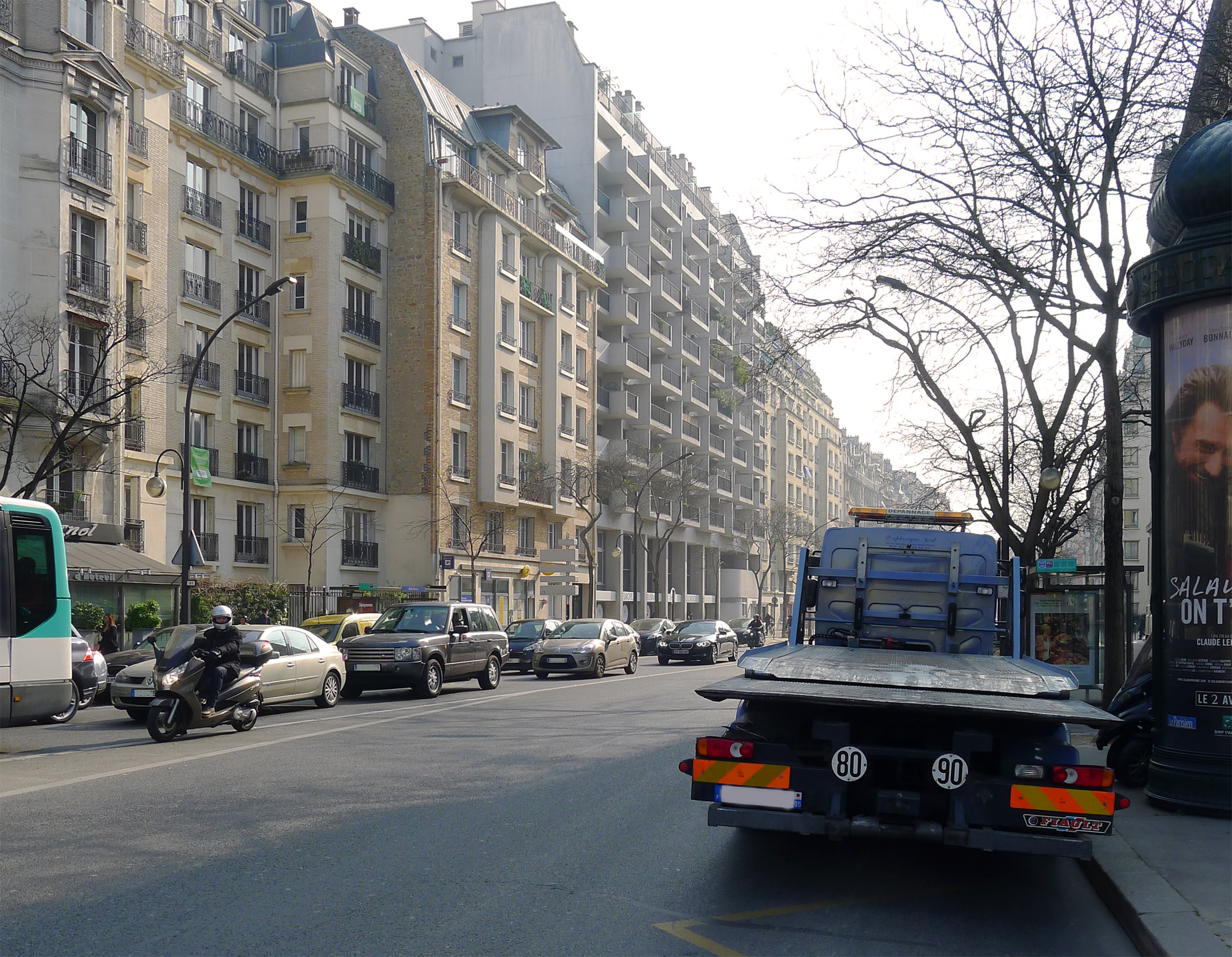
聖克盧門

## 建筑
- 101号:
- 122号:[1].
- 146号:
- 149号:villa Sommeiller
- 151号:villa Dufresne
- 155号:villa Murat
- 15号:

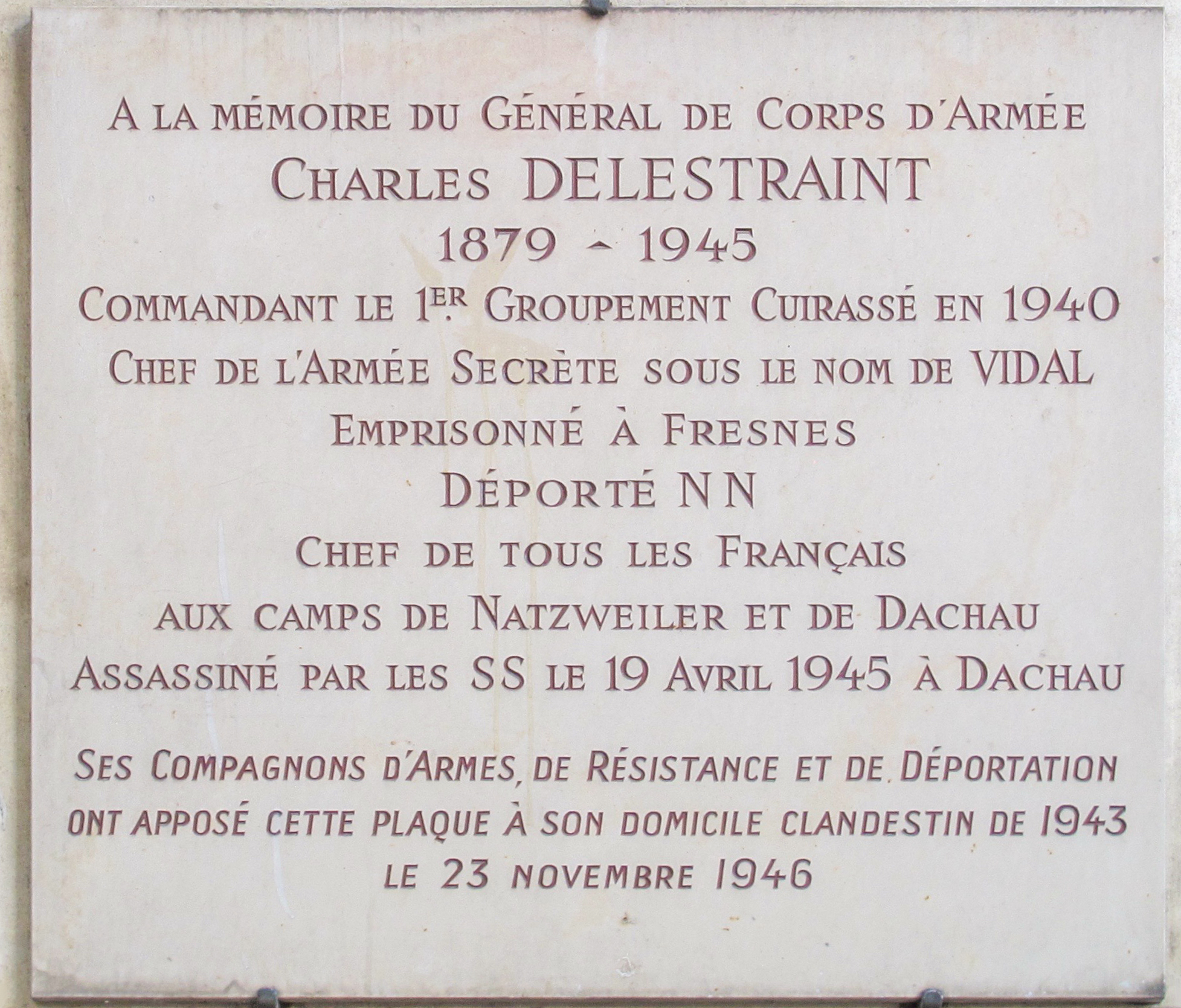
35号
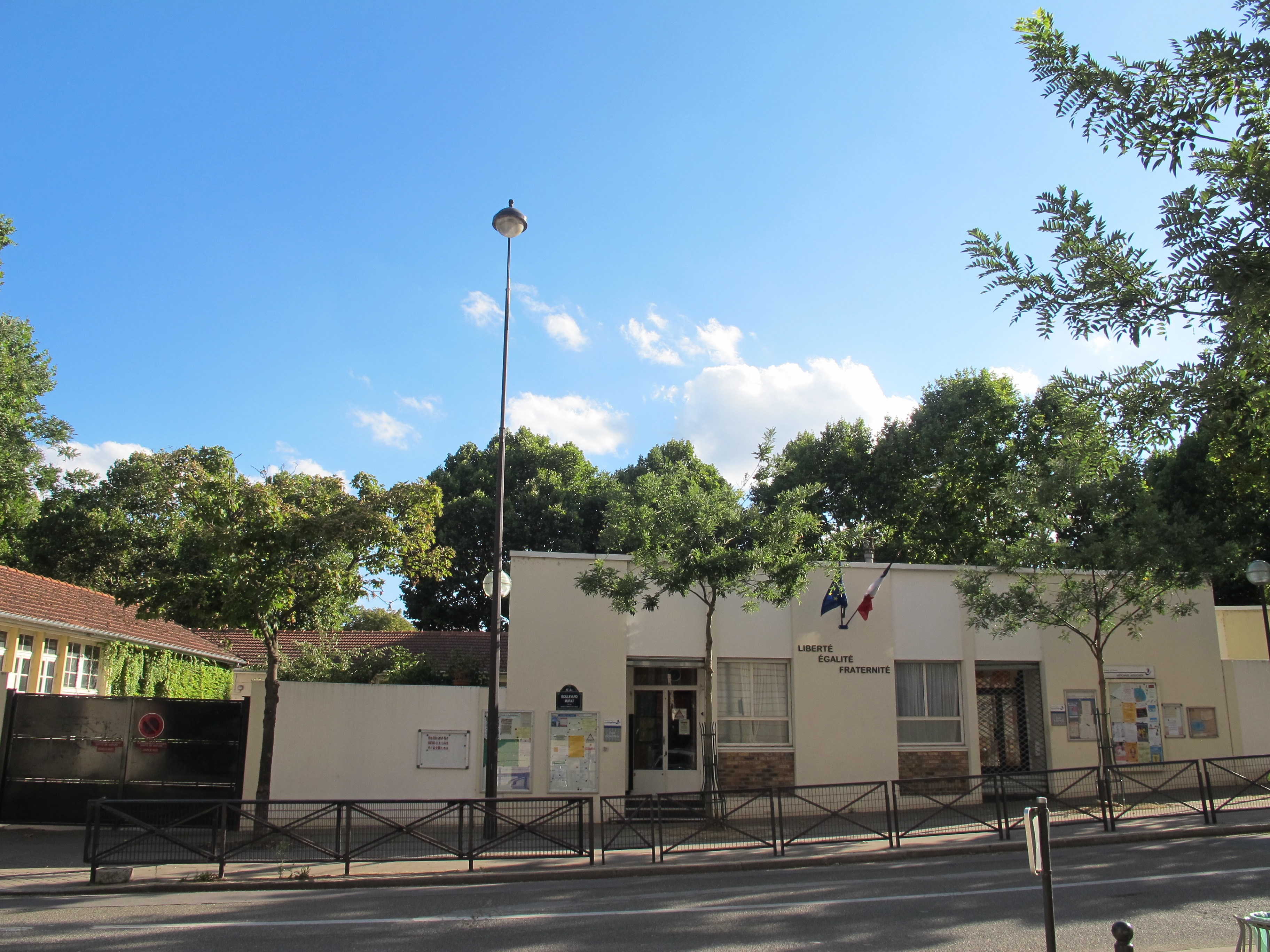
162号
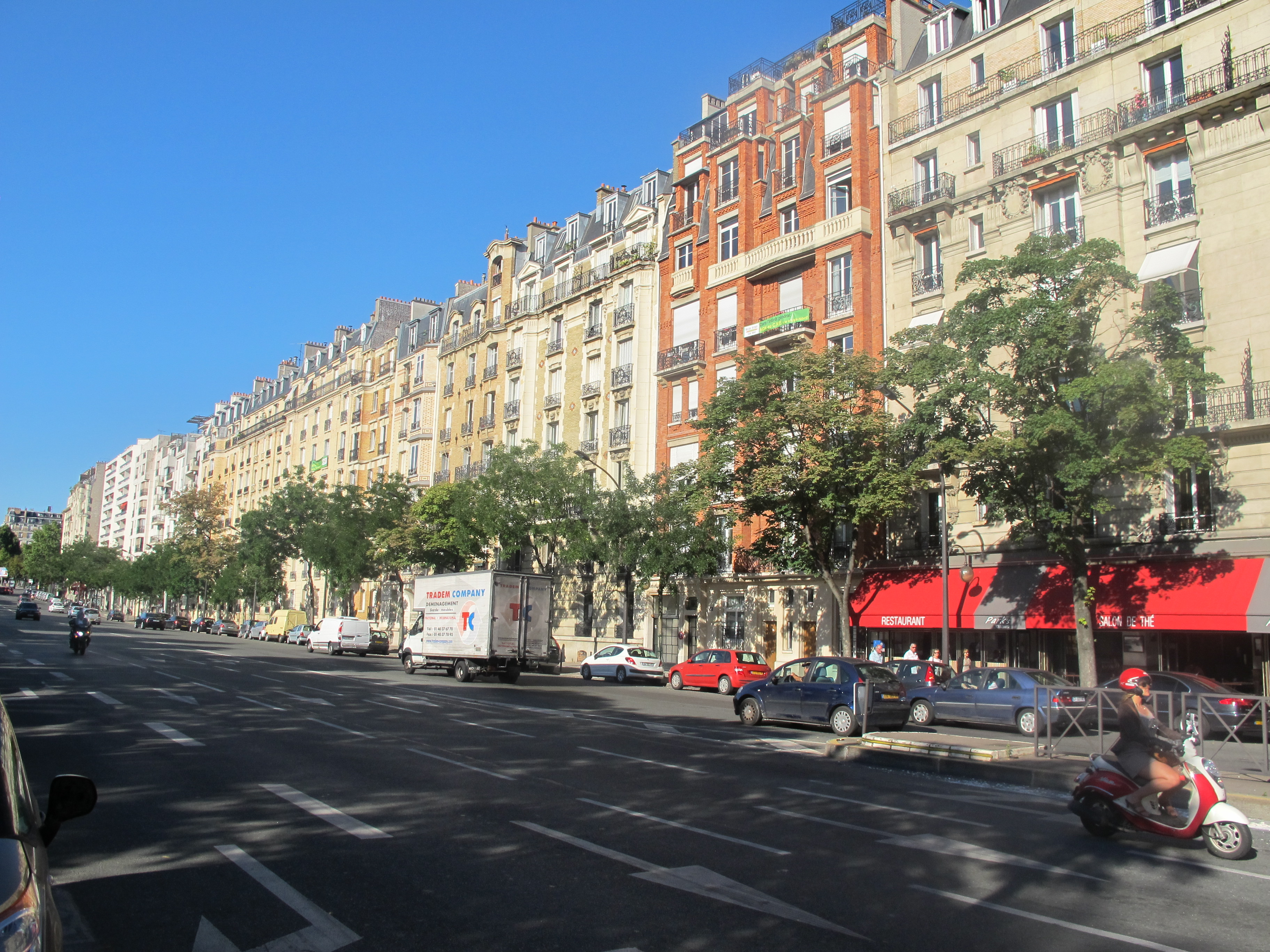
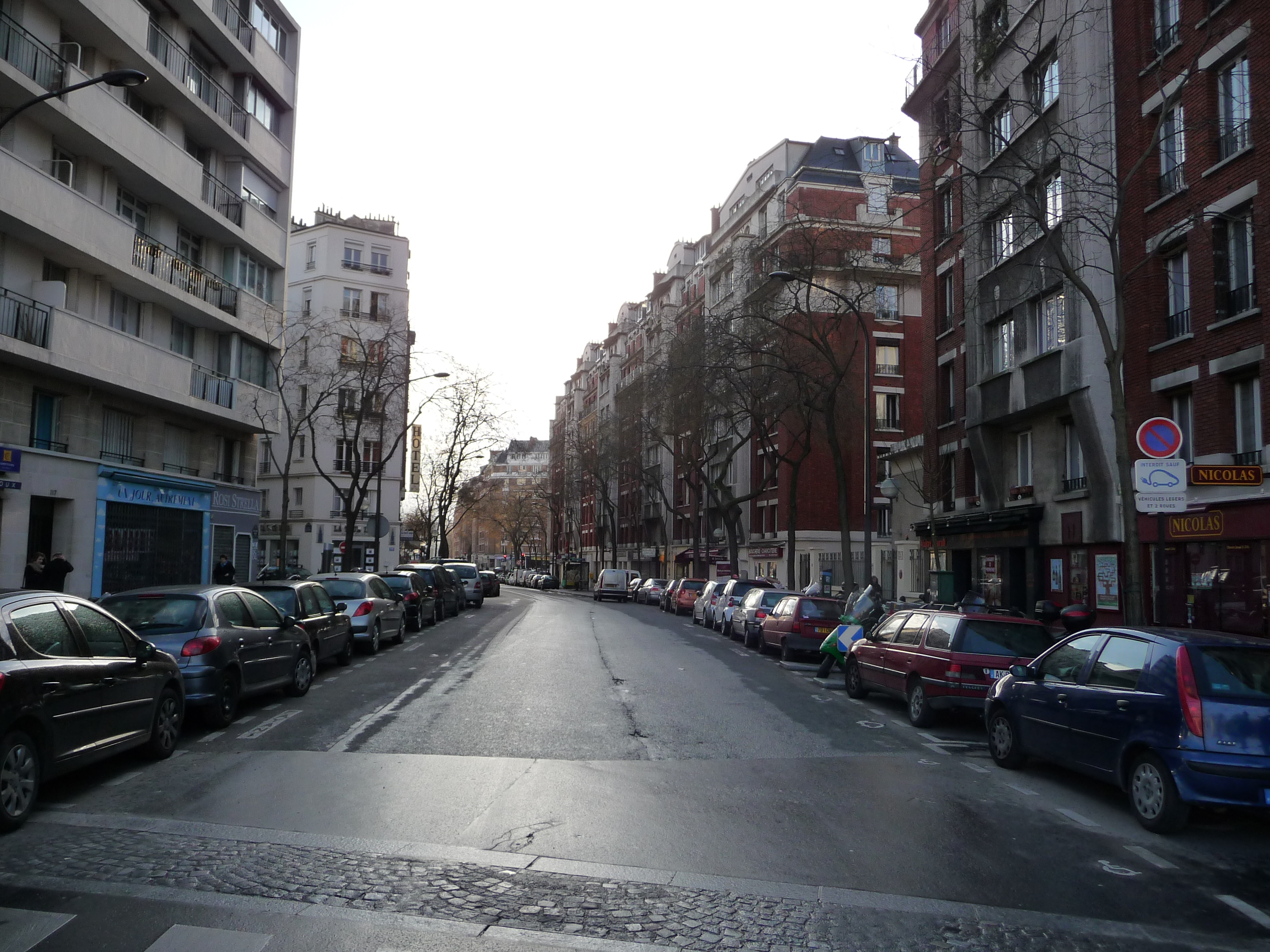
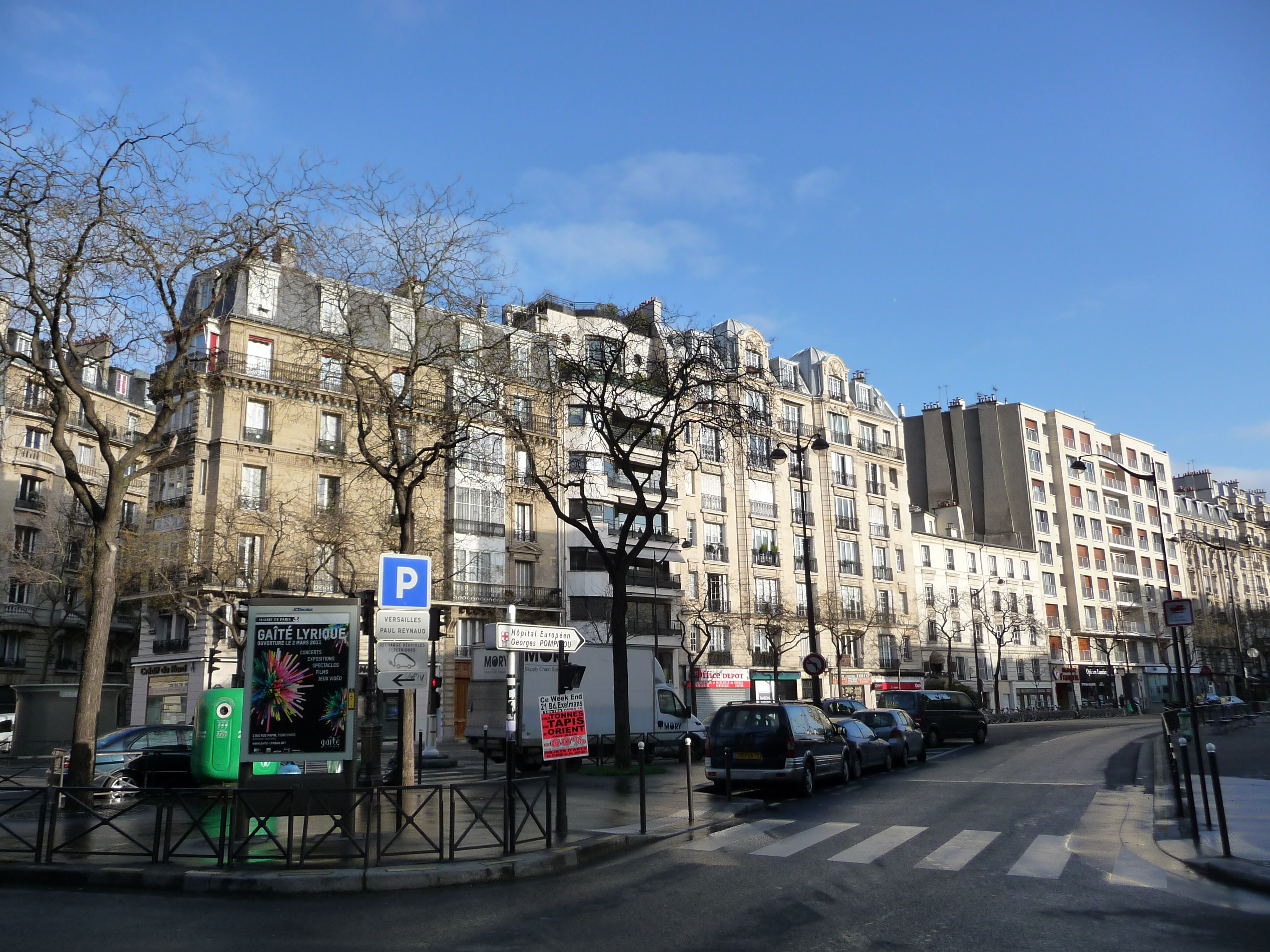